# Aucubina
L'aucubina è un iridoide glicoside trovato nelle foglie di Aucuba japonica (Cornaceae), Eucommia ulmoides (Eucommiaceae), e Plantago asiatica (Plantaginaceae).